# 68-й меридіан західної довготи
68-й меридіан західної довготи — лінія довготи, що лежить на 68 градусів західніше Гринвіцького меридіана. Вона проходить від Північного полюса через Північний Льодовитий океан, Північну Америку, Атлантичний океан, Південну Америку, Тихий океан, Південний океан та Антарктиду до Південного полюса.
68-й меридіан західної довготи формує велике коло разом із 112-тим меридіаном східної довготи.

## Список географічних об'єктів, що перетинає 68° зх. д.
Починаючи на Північному полюсі та рухаючись до Південного полюса, 68-й меридіан західної довготи проходить через:
| Координати                                                 | Країна, територія або море | Примітки                                                                                          |
| ---------------------------------------------------------- | -------------------------- | ------------------------------------------------------------------------------------------------- |
| 90°0′ пн. ш. 68°0′ зх. д. / 90.000° пн. ш. 68.000° зх. д.  | Північний Льодовитий океан |                                                                                                   |
| 83°10′ пн. ш. 68°0′ зх. д. / 83.167° пн. ш. 68.000° зх. д. | Море Лінкольна             |                                                                                                   |
| 82°58′ пн. ш. 68°0′ зх. д. / 82.967° пн. ш. 68.000° зх. д. | Канада                     | Нунавут — проходить через острів Елсмір                                                           |
| 80°47′ пн. ш. 68°0′ зх. д. / 80.783° пн. ш. 68.000° зх. д. | Протока Нерса              |                                                                                                   |
| 79°4′ пн. ш. 68°0′ зх. д. / 79.067° пн. ш. 68.000° зх. д.  | Гренландія                 | Проходить через Землю Інглфілда[en]                                                               |
| 76°3′ пн. ш. 68°0′ зх. д. / 76.050° пн. ш. 68.000° зх. д.  | Море Баффіна               |                                                                                                   |
| 70°18′ пн. ш. 68°0′ зх. д. / 70.300° пн. ш. 68.000° зх. д. | Канада                     | Нунавут — проходить через Баффінову Землю та острів Аулітівік[en]                                 |
| 62°12′ пн. ш. 68°0′ зх. д. / 62.200° пн. ш. 68.000° зх. д. | Гудзонова протока          |                                                                                                   |
| 60°35′ пн. ш. 68°0′ зх. д. / 60.583° пн. ш. 68.000° зх. д. | Канада                     | Нунавут — проходить через острів Акпаток[en]                                                      |
| 60°17′ пн. ш. 68°0′ зх. д. / 60.283° пн. ш. 68.000° зх. д. | Затока Унгава              |                                                                                                   |
| 58°34′ пн. ш. 68°0′ зх. д. / 58.567° пн. ш. 68.000° зх. д. | Канада                     | Квебек                                                                                            |
| 49°17′ пн. ш. 68°0′ зх. д. / 49.283° пн. ш. 68.000° зх. д. | Річка Святого Лаврентія    |                                                                                                   |
| 48°40′ пн. ш. 68°0′ зх. д. / 48.667° пн. ш. 68.000° зх. д. | Канада                     | Квебек Нью-Брансвік                                                                               |
| 47°13′ пн. ш. 68°0′ зх. д. / 47.217° пн. ш. 68.000° зх. д. | США                        | Мен                                                                                               |
| 44°24′ пн. ш. 68°0′ зх. д. / 44.400° пн. ш. 68.000° зх. д. | Атлантичний океан          | Проходить західніше оострова Мона[en], Пуерто-Рико                                                |
| 18°30′ пн. ш. 68°0′ зх. д. / 18.500° пн. ш. 68.000° зх. д. | Карибське море             | Проходить східніше острова Бонайре, Нідерланди Проходить західніше архіпелагу Лас-Авес, Венесуела |
| 10°29′ пн. ш. 68°0′ зх. д. / 10.483° пн. ш. 68.000° зх. д. | Венесуела                  | Проходить через Пуерто-Кабельйо та Валенсію                                                       |
| 6°12′ пн. ш. 68°0′ зх. д. / 6.200° пн. ш. 68.000° зх. д.   | Колумбія                   |                                                                                                   |
| 1°45′ пн. ш. 68°0′ зх. д. / 1.750° пн. ш. 68.000° зх. д.   | Бразилія                   | Амазонас Акрі                                                                                     |
| 10°39′ пд. ш. 68°0′ зх. д. / 10.650° пд. ш. 68.000° зх. д. | Болівія                    | Проходить східніше Ла-Пас                                                                         |
| 22°2′ пд. ш. 68°0′ зх. д. / 22.033° пд. ш. 68.000° зх. д.  | Чилі                       |                                                                                                   |
| 24°18′ пд. ш. 68°0′ зх. д. / 24.300° пд. ш. 68.000° зх. д. | Аргентина                  |                                                                                                   |
| 50°3′ пд. ш. 68°0′ зх. д. / 50.050° пд. ш. 68.000° зх. д.  | Атлантичний океан          |                                                                                                   |
| 53°34′ пд. ш. 68°0′ зх. д. / 53.567° пд. ш. 68.000° зх. д. | Аргентина                  | Проходить через острів Вогняна Земля                                                              |
| 54°53′ пд. ш. 68°0′ зх. д. / 54.883° пд. ш. 68.000° зх. д. | Чилі                       | Проходить через острів Наваріно                                                                   |
| 55°14′ пд. ш. 68°0′ зх. д. / 55.233° пд. ш. 68.000° зх. д. | Тихий океан                |                                                                                                   |
| 55°32′ пд. ш. 68°0′ зх. д. / 55.533° пд. ш. 68.000° зх. д. | Чилі                       | Проходить через острів Осте                                                                       |
| 55°41′ пд. ш. 68°0′ зх. д. / 55.683° пд. ш. 68.000° зх. д. | Тихий океан                | Проходить західніше островів Ерміт[en], Чилі                                                      |
| 60°0′ пд. ш. 68°0′ зх. д. / 60.000° пд. ш. 68.000° зх. д.  | Південний океан            |                                                                                                   |
| 66°40′ пд. ш. 68°0′ зх. д. / 66.667° пд. ш. 68.000° зх. д. | Антарктида                 | Проходить через острів Аделаїди — претендують Аргентина, Чилі та Велика Британія                  |
| 67°26′ пд. ш. 68°0′ зх. д. / 67.433° пд. ш. 68.000° зх. д. | Південний океан            | Затока Маргарити[en]                                                                              |
| 69°8′ пд. ш. 68°0′ зх. д. / 69.133° пд. ш. 68.000° зх. д.  | Антарктида                 | Проходить через територію, на яку претендують Аргентина, Чилі та Велика Британія                  |